# NGC 42
NGC 42 je eliptická galaxie vzdálená od nás zhruba 274 milionů světelných let v souhvězdí Pegase.